# جاي هوارد مور
كان جون هوارد مور (من مواليد 4 ديسمبر من عام 1862، وتوفي في 17 يونيو من عام 1916)، عالم حيوان وفيلسوف ومدرس اشتراكي أمريكي. دعا مور إلى رعاية الحيوانات، وإعطائها حقوقها، وألف العديد من المقالات والكتب والكتيبات حول الأخلاقيات، والنباتية، والإنسانية، والتعليم. اشتهر مور لتأليفه كتاب القرابة العالمية (عام 1906)، والذي دعا من خلاله إلى فلسفة علمانية مركزية علمية أطلق عليها اسم عقيدة «القرابة العالمية»، معتمدًا بذلك على فكرة القرابة التطورية المشتركة بين جميع الكائنات الحية التي تملك مستشعرات حسية.

## حياته وعمله
وُلد مور، لأبٍ يعمل في الزراعة، في إحدى مزارع ولاية ميزوري الأمريكية عام 1862. خلال أولى ثلاثين عام من حياته، انتقل مور مع عائلته بين كانساس وميزوري وآيوا. التحق مور، خلال ثمانينيات القرن التاسع عشر، بكلية أوسكالوسا (التي أصبحت اليوم جامعة ويليام بن) في ولاية آيوا. في عام 1886، ترشّح مور لشغل مقعد في مجلس النواب الأمريكي، إلا أنه فشل في الحصول على العدد الكافي من الأصوات. في ذلك الوقت تقريبًا، تحول مور إلى النباتية لأسباب أخلاقية. في عام 1889، عمل مور في المكتب الوطني للتدريس، وألقى عددًا من المحاضرات التي أكسبته لقب «صاحب اللسان الفضي الذي لا مثيل له في كانساس». عمل مور، في الفترة ما بين عامي 1890 و 1893 كمحاضر، وبدأ، في عام 1894، بالتدريس في جامعة شيكاغو في منصب علمي رفيع. سرعان ما ساعد مور في تأسيس نادٍ للأكل النباتي في الجامعة وأصبح رئيسًا له. كان مور أيضًا عضوًا في نادي منع الكحول في الجامعة، وشارك في العديد من المسابقات الخطابية المحلية وعلى مستوى الولاية. في عام 1895، حصل مور على مرتبة الشرف الأولى في المسابقة الوطنية في كليفلاند على خطابه الذي حمل عنوان «آفة الجمهورية». اشتهر مور في تلك الفترة بتأييده لإعطاء المرأة حقها في التصويت.
كان مور عضوًا في الرابطة الإنسانية، وأنشأ جميعة شيكاغو النباتية لتكون نسخة أمريكية عن المنظمة. نشرت الجمعية مقال «لماذا أنا نباتي» في عام 1895، معتمدة على خطاب لمور ألقاه أمام أعضاء الجمعية، وعرض فيه الأسباب الأخلاقية التي دفعته لاتخاذ قرار التحول للنباتية. قبل مور، في صيف عام 1896 منصب رئيس قسم علم الاجتماع في جامعة ويسكونسن، وألقى فيها محاضرة حول موضوع «الرقي الاجتماعي». حصل مور على شهادة في علم الحيوان من جامعة شيكاغو عام 1989. بعد التخرج، درّس مور علم الأخلاق في مدرسة كالوميت الثانوية، وفي إحدى مدارس ويسكونسن لفترة وجيزة. تزوج مور لويز جيسي (جيني) دارو (من مواليد عام 1866 وتوفيت عام 1955) -التي التقى بها في شيكاغو- في مدينة راسين بولاية ويسكنسن الأمريكية في عام 1899. كانت دارو معلمة في مدرسة ابتدائية، وزميلة لمور في الدعوة للنباتية وفي نشر حقوق الحيوان، وهي شقيقة المحامي الشهير، كلارنس دارو. عاد الزوجان، بعد فترة وجيزة من إقامتهما معًا في ولاية ويسكنسن، إلى شيكاغو، حيث انضم مور إلى طاقم التدريس في ثانوية كرين التقنية، وعمل فيها كمدرس لمقرري الأخلاق وعلم الأحياء.